# Jérôme Troader
Pas d'image ? Cliquez ici

a Compétitions nationales et continentales officielles uniquement.

b Matchs officiels uniquement.
Jérôme Troader, né le 22 juillet 1976 à Agen, est un joueur français de rugby à XV évoluant au poste de troisième ligne.

## Biographie
Né à Agen, Jérôme Troader est formé au SU Agen, arrivé au club environ vers 1987. En parallèle de ses années agenaises et de son service militaire, il joue avec l'équipe du bataillon de Joinville.
Quittant le club en 2000, il évolue ensuite dans sa carrière avec l'US Dax de 2000 à 2002, le Tarbes PR à partir de 2002, l'AS Béziers et le FC Lourdes.

## Statistiques en équipe nationale
- International de rugby à sept[2] :
  - 2000 : tournoi de Tokyo 2000[réf. nécessaire].
  - 2001 : Coupe du monde 2001 en Argentine[5].
- International -21 ans[3],[2].
- International militaire[3].
- International France A[2].